# Гулиев, Рафиг Чапархан оглы
Рафиг Чапархан оглы Гулиев 
(тур. Rafiq Çəpərxan oğlu Quliyev; род. 17 января 1974, Аревис, Сисианский район) — глава исполнительной власти Хатаинского района (с 2019).  

## Биография
Родился 17 января 1974 года в с. Арафса Армянской ССР. 
В 1988 году переехал в Баку.
В 1992—1993 годах участвовал в Первой карабахской войне. Получил ранение в сражениях за Агдере.
В 1999 году окончил Азербайджанскую государственную нефтяную академию по специальности «инженерная экономика».
В 2006 году окончил Академию государственного управления по специальности «государственное и муниципальное управление».
С 1997 года являлся ревизором, с 2003 года — ревизором-инспектором, с 2006 по 2012 год начальником общего отдела исполнительной власти Хатаинского района.
С 21 мая 2012 по 19 декабря 2013 года являлся заместителем, с декабря 2013 по 12 ноября 2019 — первым заместителем главы исполнительной власти Хатаинского района.
Член партии «Новый Азербайджан» (с 2006).
Глава исполнительной власти Хатаинского района (с 12 ноября 2019).